# پروکوپلیه
پروکوپلیه (به صربی: Прокупље) شهری در استان زنتراصربین کشور صربستان است که جمعیت آن در سال ۲۰۰۶ میلادی ۲۶٫۵۹۸ نفر بوده‌است.

## جستارهای وابسته

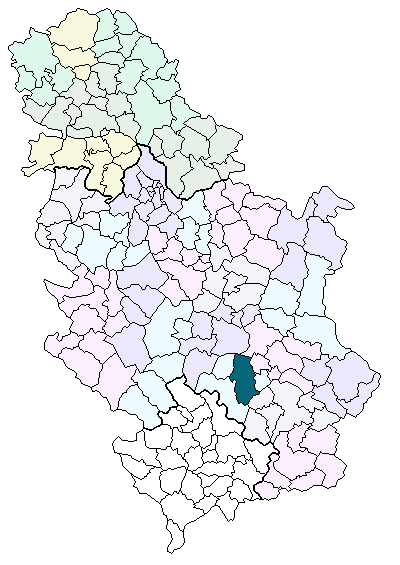